# Department of Transportation
Pour les articles homonymes, voir DOT.
Department of Transportation (DOT), en français « département des Transports », est un terme désignant les agences publiques chargées des transports Amérique du Nord. La plus importante est le département des Transports des États-Unis (United States Department of Transportation, ou USDOT) qui est chargée des transports Inter-États et internationaux pour les États-Unis. Mais il existe des départements des transports dans chaque État américain et dans chaque province canadienne ainsi que sur des subdivisions plus petites comme celle d'une ville.

## Liste DOT par État américain
- Alabama Department of Transportation (ALDOT)
- Alaska Department of Transportation and Public Facilities (DOT&PF)
- Arizona Department of Transportation (ADOT)
- Arkansas State Highway and Transportation Department (AHTD)
- Département des Transports de Californie (California Department of Transportation, Caltrans)
- Colorado Department of Transportation (CDOT)
- Connecticut Department of Transportation (ConnDOT)
- Delaware Department of Transportation (DELDOT)
- Département des Transports de Floride (Florida Department of Transportation, FDOT)
- Georgia Department of Transportation (GDOT)
- Hawaii Department of Transportation
- Idaho Transportation Department (ITD)
- Illinois Department of Transportation
- Indiana Department of Transportation (INDOT)
- Iowa Department of Transportation
- Kansas Department of Transportation (KDOT)
- Kentucky Transportation Cabinet (KTC)
- Louisiana Department of Transportation and Development (DOTD)
- Maine Department of Transportation (MaineDOT)
- Maryland Department of Transportation
- Massachusetts Highway Department (MassHighway)
- Michigan Department of Transportation (MDOT)
- Département des Transports du Minnesota (Minnesota Department of Transportation, Mn/DOT)
- Mississippi Department of Transportation (MDOT)
- Missouri Department of Transportation (MoDOT)
- Montana Department of Transportation (MDT)
- Nebraska Department of Roads
- Nevada Department of Transportation (NDOT)
- New Hampshire Department of Transportation
- New Jersey Department of Transportation (NJDOT)
- New Mexico Department of Transportation (NMDOT)
- New York State Department of Transportation (NYDOT)
- North Carolina Department of Transportation (NCDOT)
- North Dakota Department of Transportation (NDDOT)
- Ohio Department of Transportation (ODOT)
- Oklahoma Department of Transportation (ODOT)
- Oregon Department of Transportation (ODOT)
- Pennsylvania Department of Transportation (PennDOT)
- Rhode Island Department of Transportation
- South Carolina Department of Transportation (SCDOT)
- South Dakota Department of Transportation
- Tennessee Department of Transportation (TDOT)
- Département des Transports du Texas (Texas Department of Transportation, TxDOT)
- Utah Department of Transportation (UDOT)
- Vermont Agency of Transportation (VTrans)
- Virginia Department of Transportation (VDOT)
- Washington State Department of Transportation (WSDOT)
- West Virginia Department of Transportation (WVDOT)
- Wisconsin Department of Transportation (WisDOT)
- Wyoming Department of Transportation (WYDOT)

## Liste de DOT du Canada
- Alberta Department of Infrastructure and Transportation
- British Columbia Ministry of Transportation
- Manitoba Infrastructure and Transportation
- Ministère des Transports et de l'Infrastructure du Nouveau-Brunswick
- Newfoundland and Labrador Department of Transportation and Works
- Nova Scotia Department of Transportation and Public Works
- Ministère des Transports (Ontario) (MTO)
- Prince Edward Island Department of Transportation and Public Works
- Ministère des Transports du Québec (MTQ)
- Saskatchewan Department of Highways and Transportation

## DOT par ville
- District of Columbia Department of Transportation
- Département des Transports de Los Angeles (Los Angeles Department of Transportation, ou LADOT)
- New York City Department of Transportation (NYCDOT)